# Općinska nogometna liga Đakovo 1973./74.
"Općinska nogometna liga Đakovo, također i kao "Nogometno prvenstvo Đakovštine" za sezonu 1973./74. 
 
Liga je igrana u dvije skupine: 
- Istok – 12 klubova, prvak "Radnik" iz Vrbice
- Zapad – 11 klubova, prvak "Budućnost" iz Gorjana

## Istok
Ljestvica
| mj. | klub                 | ut. | pob. | ner. | por. | gol+ | gol- | bod |
| --- | -------------------- | --- | ---- | ---- | ---- | ---- | ---- | --- |
| 1.  | Radnik Vrbica        | 22  | 19   | 2    | 1    | 90   | 23   | 40  |
| 2.  | Radnički Viškovci    | 22  | 18   | 1    | 3    | 77   | 22   | 37  |
| 3.  | Torpedo Kuševac      | 22  | 14   | 4    | 4    | 63   | 38   | 32  |
| 4.  | Ratar Piškorevci     | 22  | 13   | 1    | 8    | 58   | 38   | 27  |
| 5.  | Naprijed Mrzović     | 22  | 11   | 1    | 10   | 67   | 54   | 23  |
| 6.  | Proleter Kešinci     | 22  | 9    | 5    | 8    | 48   | 44   | 23  |
| 7.  | Hajduk Široko Polje  | 22  | 10   | 0    | 12   | 64   | 51   | 20  |
| 8.  | Sloga Koritna        | 22  | 6    | 3    | 13   | 46   | 54   | 15  |
| 9.  | Trešnjevka Đurđanci  | 22  | 6    | 3    | 13   | 40   | 76   | 14  |
| 10. | Jedinstvo Forkuševci | 22  | 6    | 2    | 14   | 47   | 88   | 14  |
| 11. | Željezničar Ivanovci | 22  | 5    | 2    | 15   | 39   | 82   | 12  |
| 12. | Dračice Đakovo       | 22  | 1    | 4    | 17   | 34   | 103  | 6   |

- Ivanovci – skraćeni naziv za Ivanovce Gorjanske

Rezultatska križaljka
| kratica | klub                 | DRA | HAJ | JED | NAP | PRO | RADČ | RADK | RAT | SLA | SLO | TOR | ŽELJ |
| --- | -------------------- | --- | --- | --- | --- | --- | ---- | ---- | --- | --- | --- | --- | ---- |
| DRA | Dračice Đakovo       |     |     |     |     |     |      |      |     |     |     |     |      |
| HAJ | Hajduk Široko Polje  |     |     |     |     |     |      |      |     |     |     |     |      |
| JED | Jedinstvo Forkuševci |     |     |     |     |     |      |      |     |     |     |     |      |
| NAP | Naprijed Mrzović     |     |     |     |     |     |      |      |     |     |     |     |      |
| PRO | Proleter Kešinci     |     |     |     |     |     |      |      |     |     |     |     |      |
| RADČ | Radnički Viškovci    |     |     |     |     |     |      |      |     |     |     |     |      |
| RADK | Radnik Vrbica        |     |     |     |     |     |      |      |     |     |     |     |      |
| RAT | Ratar Piškorevci     |     |     |     |     |     |      |      |     |     |     |     |      |
| SLA | Trešnjevka Đurđanci  |     |     |     |     |     |      |      |     |     |     |     |      |
| SLO | Sloga Koritna        |     |     |     |     |     |      |      |     |     |     |     |      |
| TOR | Torpedo Kuševac      |     |     |     |     |     |      |      |     |     |     |     |      |
| ŽELJ | Željezničar Ivanovci |     |     |     |     |     |      |      |     |     |     |     |      |
| |                      |     |     |     |     |     |      |      |     |     |     |     |      |
| podebljan rezultat - utakmice od 1. do 11. kola (1. utakmica između klubova) rezultat normalne debljine - utakmice od 12. do 22. kola (2. utakmica između klubova) rezultat nakošen - nije vidljiv redoslijed odigravanja međusobnih utakmica iz dostupnih izvora rezultat smanjen * - iz dostupnih izvora nije uočljiv domaćin susreta prekrižen rezultat - poništena ili brisana utakmica p - utakmica prekinuta 3:0 p.f. / 0:3 p.f. - rezultat 3:0 bez borbe |                      |     |     |     |     |     |      |      |     |     |     |     |      |

 Izvori:

## Zapad
Ljestvica
| mj. | klub                      | ut. | pob. | ner. | por. | gol+ | gol- | bod |
| --- | ------------------------- | --- | ---- | ---- | ---- | ---- | ---- | --- |
| 1.  | Budućnost Gorjani         | 20  | 15   | 3    | 2    | 87   | 28   | 33  |
| 2.  | Omladinac Josipovac       | 20  | 13   | 3    | 4    | 58   | 29   | 29  |
| 3.  | Slavonija Punitovci       | 20  | 11   | 6    | 3    | 69   | 34   | 28  |
| 4.  | Zrinski Jurjevac          | 20  | 9    | 7    | 4    | 48   | 25   | 25  |
| 5.  | Mladost Đakovačka Satnica | 20  | 10   | 2    | 8    | 47   | 43   | 22  |
| 6.  | Dinamo Trnava             | 20  | 7    | 4    | 9    | 47   | 67   | 18  |
| 7.  | Velebit Potnjani          | 19  | 7    | 2    | 10   | 38   | 35   | 16  |
| 8.  | Dinamo Tomašanci          | 19  | 5    | 4    | 10   | 40   | 52   | 14  |
| 9.  | Borac Drenje              | 20  | 6    | 2    | 12   | 38   | 56   | 14  |
| 10. | Omladinac Đakovački Selci | 20  | 5    | 3    | 12   | 39   | 64   | 13  |
| 11. | Proleter Krndija          | 20  | 3    | 0    | 17   | 28   | 106  | 6   |

- ljestvica bez rezultata jedne utakmice
- Đakovačka Satnica – drugi naziv za Satnicu Đakovačku
- Đakovački Selci – drugi naziv za Selce Đakovačke
- Josipovac – skraćeni naziv za Josipovac Punitovački
- Jurjevac – skraćeni naziv za Jurjevac Punitovački

Rezultatska križaljka
| kratica | klub                      | BOR | BUD | DINTO | DINTR | MLA | OMLĐS | OMLJ | PRO | SLA | VEL | ZRI |
| --- | ------------------------- | --- | --- | ----- | ----- | --- | ----- | ---- | --- | --- | --- | --- |
| BOR | Borac Drenje              |     |     |       |       |     |       |      |     |     |     |     |
| BUD | Budućnost Gorjani         |     |     |       |       |     |       |      |     |     |     |     |
| DINTO | Dinamo Tomašanci          |     |     |       |       |     |       |      |     |     |     |     |
| DINTR | Dinamo Trnava             |     |     |       |       |     |       |      |     |     |     |     |
| MLA | Mladost Đakovačka Satnica |     |     |       |       |     |       |      |     |     |     |     |
| OMLĐS | Omladinac Đakovački Selci |     |     |       |       |     |       |      |     |     |     |     |
| OMLJ | Omladinac Josipovac       |     |     |       |       |     |       |      |     |     |     |     |
| PRO | Proleter Krndija          |     |     |       |       |     |       |      |     |     |     |     |
| SLA | Slavonija Punitovci       |     |     |       |       |     |       |      |     |     |     |     |
| VEL | Velebit Potnjani          |     |     |       |       |     |       |      |     |     |     |     |
| ZRI | Zrinski Jurjevac          |     |     |       |       |     |       |      |     |     |     |     |
| |                           |     |     |       |       |     |       |      |     |     |     |     |
| podebljan rezultat - utakmice od 1. do 11. kola (1. utakmica između klubova) rezultat normalne debljine - utakmice od 12. do 22. kola (2. utakmica između klubova) rezultat nakošen - nije vidljiv redoslijed odigravanja međusobnih utakmica iz dostupnih izvora rezultat smanjen * - iz dostupnih izvora nije uočljiv domaćin susreta prekrižen rezultat - poništena ili brisana utakmica p - utakmica prekinuta 3:0 p.f. / 0:3 p.f. - rezultat 3:0 bez borbe |                           |     |     |       |       |     |       |      |     |     |     |     |

 Izvori: